# Amata
Amata este un gen de insecte lepidoptere din familia Arctiidae.

## Galerie

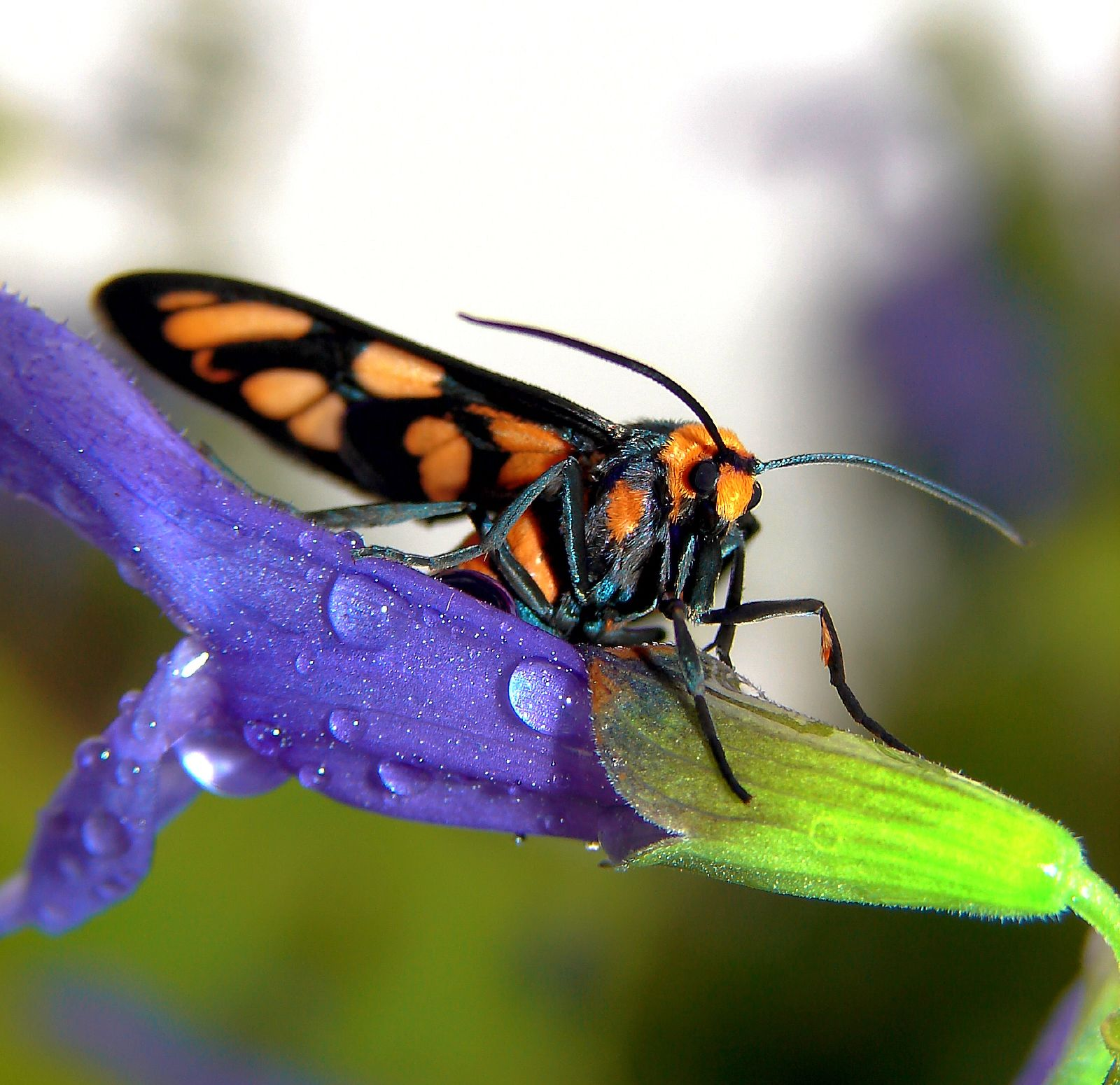
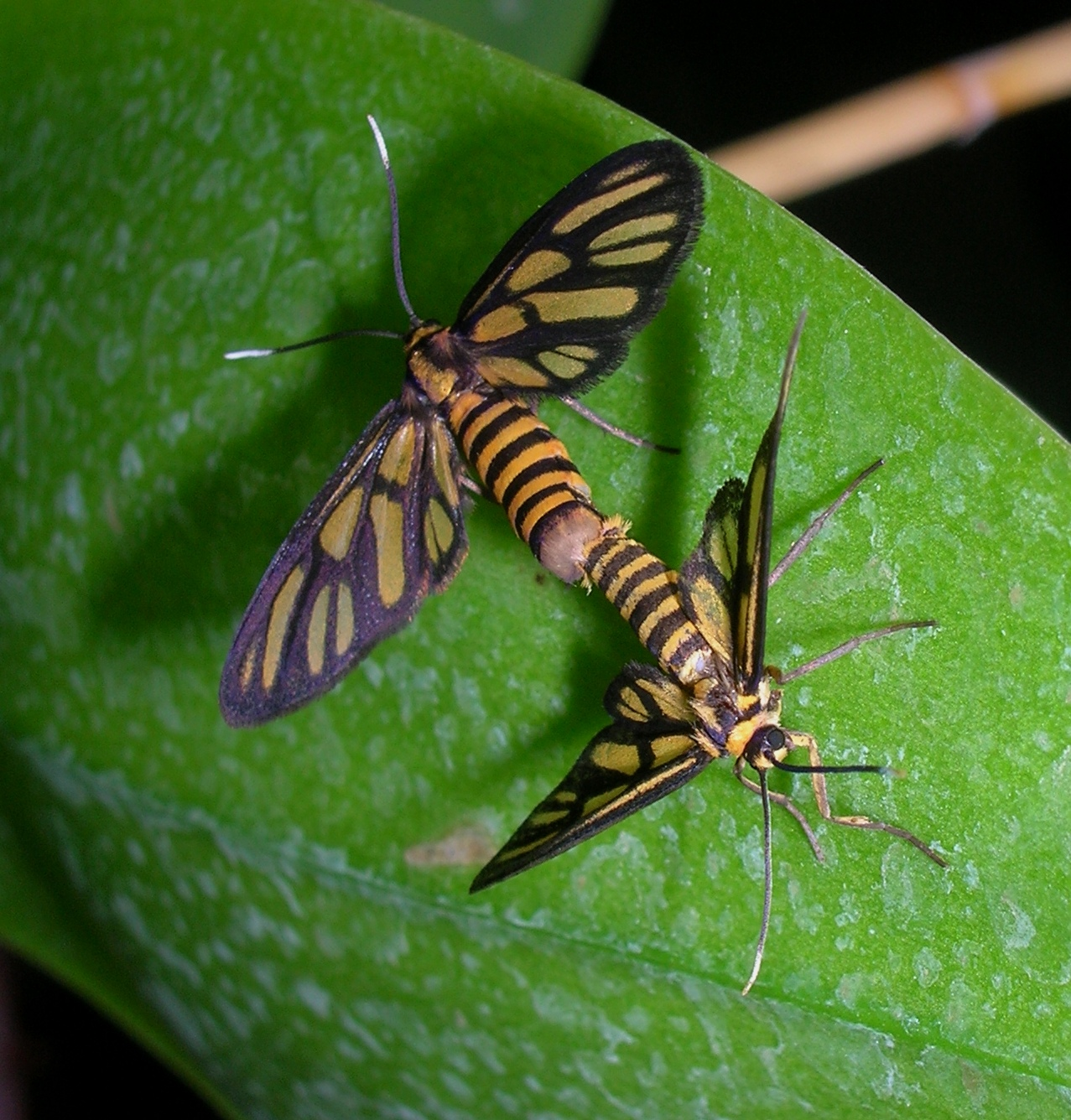
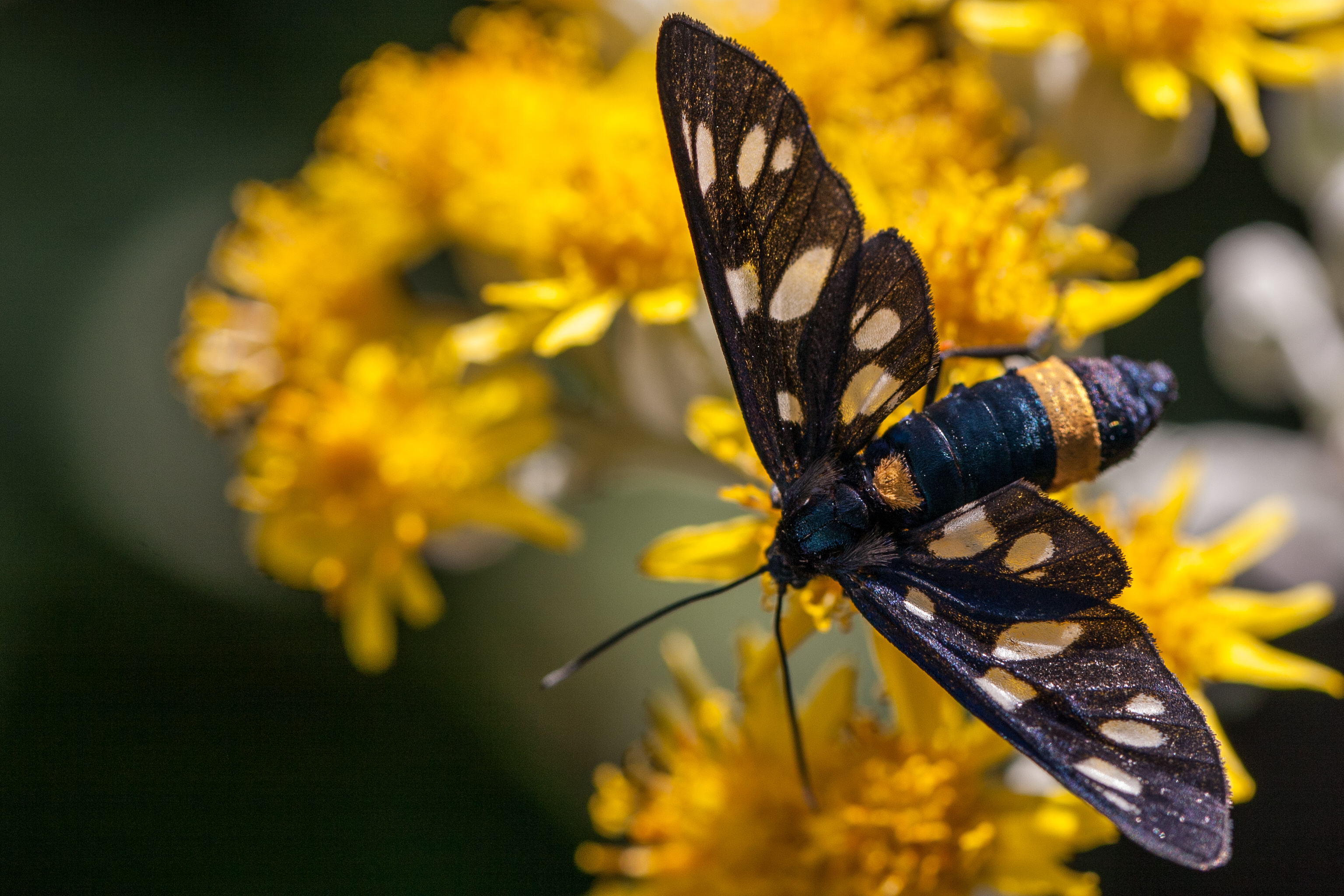
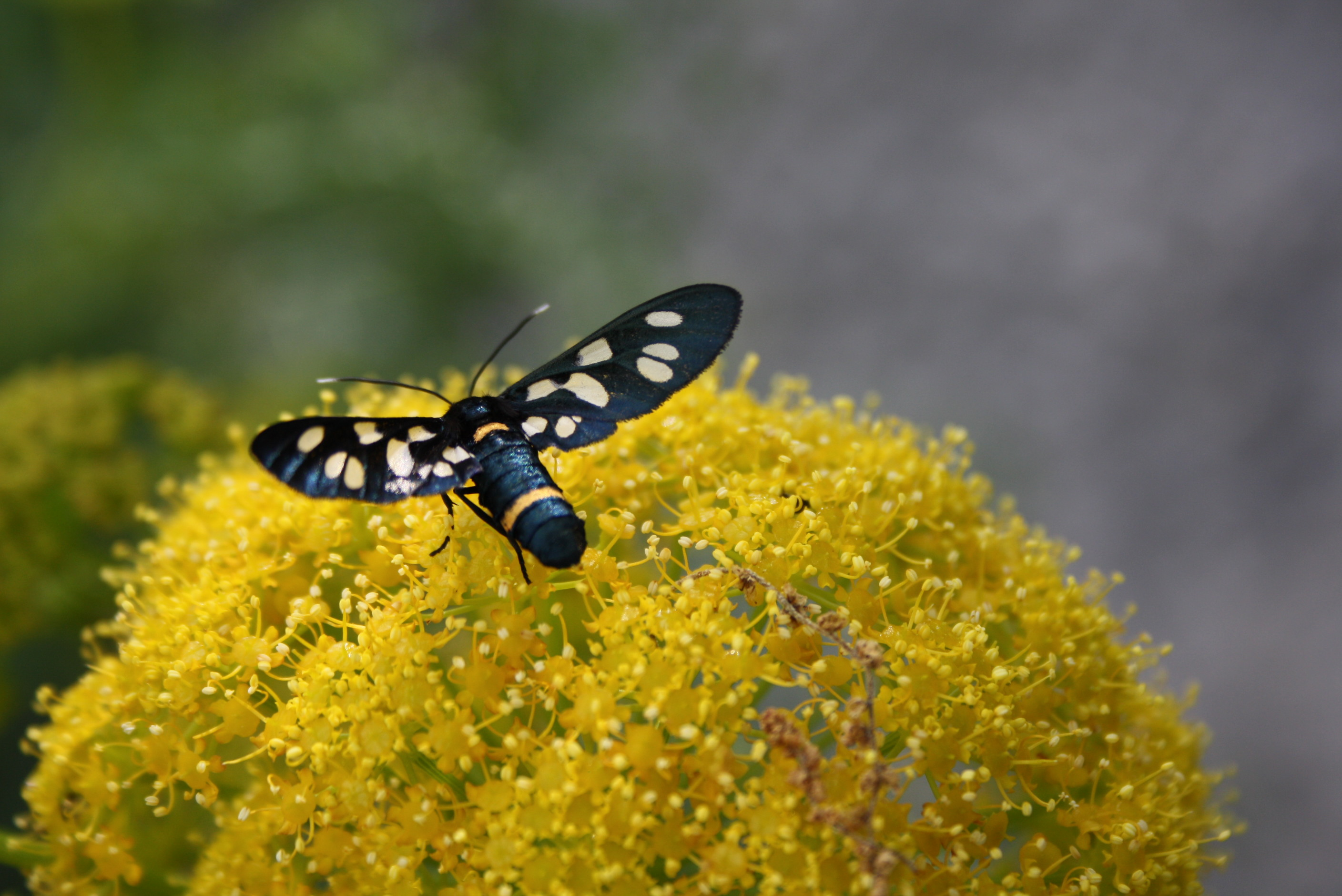
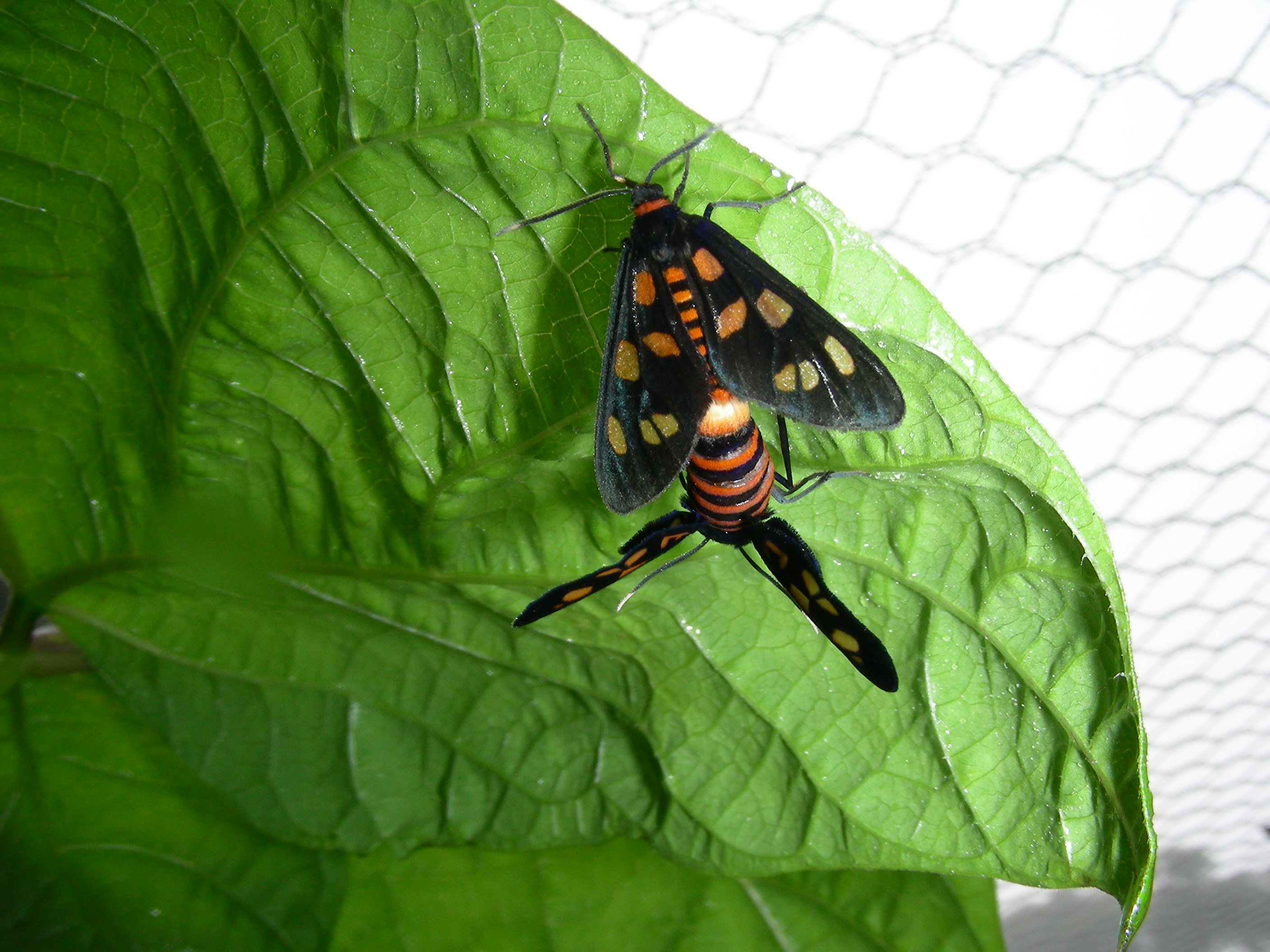
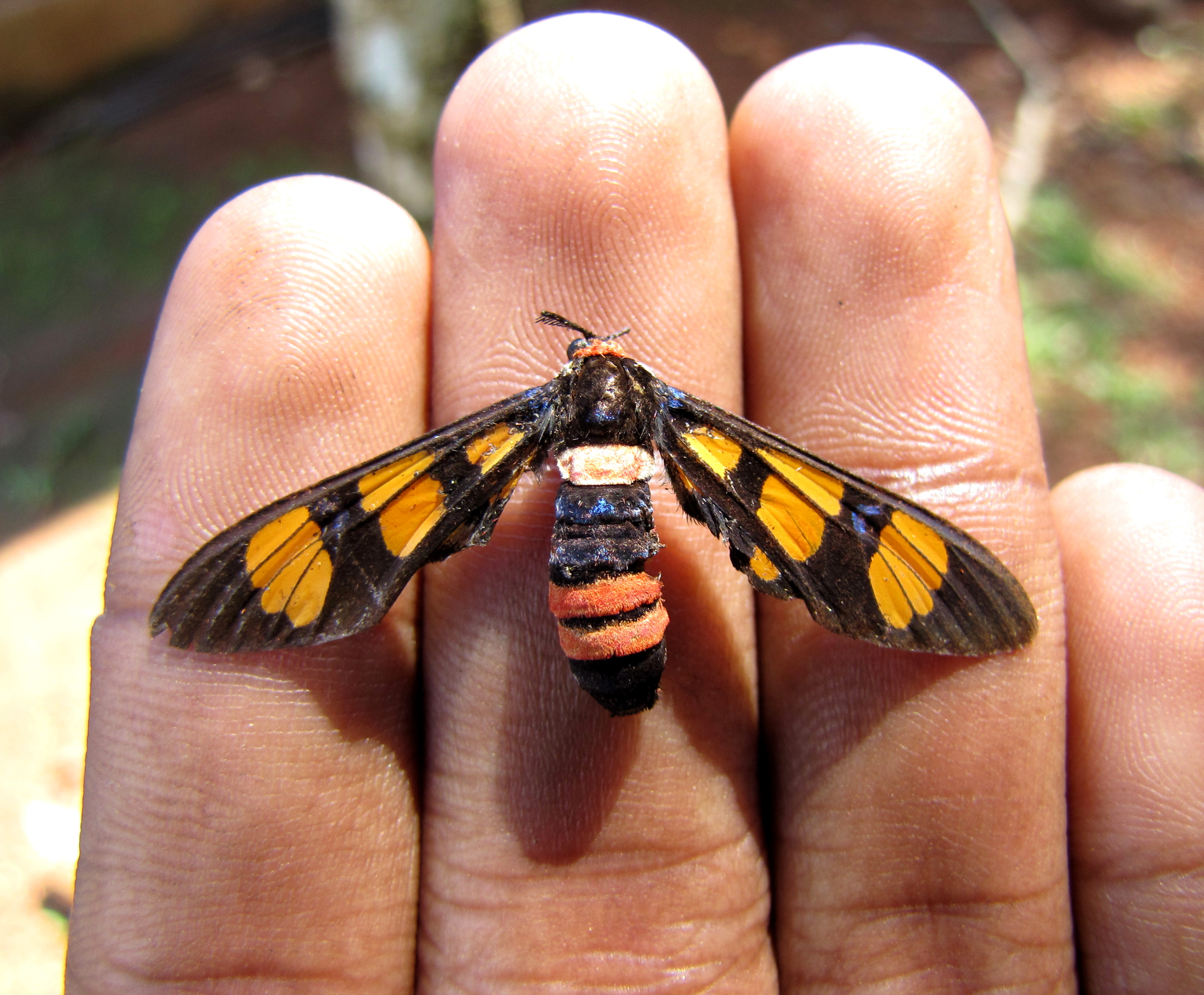

## Specii[1]
- Amata acelidota
- Amata acrospila
- Amata actea
- Amata adjuncta
- Amata aequipuncta
- Amata affinis
- Amata albapex
- Amata alberti
- Amata albertiana
- Amata albicornis
- Amata albifrons
- Amata albobasis
- Amata alenicola
- Amata alicia
- Amata alikangiensis
- Amata alveus
- Amata amoenaria
- Amata analinigra
- Amata anatolica
- Amata annetta
- Amata annulata
- Amata antiochena
- Amata antitecta
- Amata antitheta
- Amata aperta
- Amata arcuata
- Amata arfacensis
- Amata artapha
- Amata assamensis
- Amata assamica
- Amata atavistica
- Amata atereus
- Amata atkinsoni
- Amata atricornis
- Amata atricornuta
- Amata attenuata
- Amata atuntseensis
- Amata aucta
- Amata aurantiaca
- Amata aurantiifrons
- Amata aurea
- Amata aureola
- Amata aurivalva
- Amata aurofasciata
- Amata austeni
- Amata bactriana
- Amata banguia
- Amata basigera
- Amata basirufa
- Amata basithyris
- Amata benitonis
- Amata berinda
- Amata bessarabica
- Amata bicincta
- Amata bicolor
- Amata bifasciata
- Amata bigae
- Amata bimaculata
- Amata bipuncta
- Amata bondo
- Amata borgoriensis
- Amata borneogena
- Amata brithyris
- Amata bryoponda
- Amata caerulescens
- Amata calidupensis
- Amata cantori
- Amata caspia
- Amata cataleptica
- Amata catena
- Amata celebesa
- Amata centripuncta
- Amata cerbera
- Amata cerberella
- Amata cerberus
- Amata ceres
- Amata changiana
- Amata chariessa
- Amata chekianga
- Amata chlorocera
- Amata chlorometis
- Amata chloroscia
- Amata cholmlei
- Amata choneutospila
- Amata chroma
- Amata chromatica
- Amata chrysozona
- Amata cingulata
- Amata circumcingulata
- Amata clementsi
- Amata cloelia
- Amata cocandica
- Amata collaris
- Amata compta
- Amata confluens
- Amata congener
- Amata congenita
- Amata connectens
- Amata consequa
- Amata consimilis
- Amata contermina
- Amata cremnotherma
- Amata creobota
- Amata creusa
- Amata croceizona
- Amata cuprea
- Amata cuprizonata
- Amata curtiplaga
- Amata cyanea
- Amata cyanura
- Amata cyclopaea
- Amata cymatilis
- Amata cyssea
- Amata damarensis
- Amata danieli
- Amata dapontes
- Amata davidi
- Amata decadica
- Amata deflavata
- Amata deflocca
- Amata degenerata
- Amata democharis
- Amata democles
- Amata derivata
- Amata dichotoma
- Amata dichotomoides
- Amata dilatata
- Amata dilateralis
- Amata discata
- Amata disrupta
- Amata dissimilis
- Amata divalis
- Amata divisa
- Amata ecliptis
- Amata edwardsi
- Amata egenaria
- Amata eleonora
- Amata elisa
- Amata elongata
- Amata elwesi
- Amata elvira
- Amata emma
- Amata endocrocis
- Amata era
- Amata eschatias
- Amata euryptera
- Amata euryzona
- Amata evanescens
- Amata everetti
- Amata extensa
- Amata fantasia
- Amata felkeli
- Amata fenestrata
- Amata fervida
- Amata feuerherdti
- Amata flava
- Amata flavifenestrata
- Amata flavifrons
- Amata flaviguttata
- Amata flavoanalis
- Amata flavocingulata
- Amata formosae
- Amata fortunei
- Amata fouqueti
- Amata fruhstorferi
- Amata frustulenta
- Amata gelatina
- Amata genzana
- Amata geon
- Amata germana
- Amata gigantea
- Amata gilolensis
- Amata goodi
- Amata gracillima
- Amata grahami
- Amata grotei
- Amata handelmazzettii
- Amata hanningtoni
- Amata helleia
- Amata hemiphoenica
- Amata henrici
- Amata heptaspila
- Amata herthula
- Amata herzii
- Amata hesperitis
- Amata higginsi
- Amata hissarica
- Amata hoenei
- Amata humana
- Amata humeralis
- Amata hyalipennis
- Amata hyalota
- Amata hübneri
- Amata hydatina
- Amata hypomela
- Amata hyrcana
- Amata immaculata
- Amata incisa
- Amata inconstans
- Amata infracingulata
- Amata insueta
- Amata insularis
- Amata interniplaga
- Amata interrupta
- Amata inversa
- Amata iphimedea
- Amata issikii
- Amata italica
- Amata jacksoni
- Amata janenschi
- Amata jankowskyi
- Amata johanna
- Amata kalidupensis
- Amata kammeli
- Amata karapinensis
- Amata kenredi
- Amata khasiana
- Amata kijevana
- Amata kindermanni
- Amata kinensis
- Amata klossi
- Amata kolthoffi
- Amata kruegeri
- Amata krymaea
- Amata kuatuna
- Amata kuhlweini
- Amata lagosensis
- Amata lampetis
- Amata laomedia
- Amata lateralis
- Amata latreillii
- Amata leechii
- Amata leimacis
- Amata leopoldi
- Amata leucacma
- Amata leucerythra
- Amata leucozona
- Amata leucozonoides
- Amata libanotica
- Amata ligata
- Amata limacis
- Amata linearis
- Amata longipennis
- Amata lucerna
- Amata lucina
- Amata lucta
- Amata luteifascia
- Amata lütkemeyeri
- Amata macroplaca
- Amata madurensis
- Amata magila
- Amata magistri
- Amata magnimaculata
- Amata magnopupillata
- Amata magretti
- Amata mandarinia
- Amata maracandina
- Amata marella
- Amata marginalis
- Amata mariae
- Amata marina
- Amata marinoides
- Amata marjana
- Amata marjanoides
- Amata marsdeni
- Amata masoni
- Amata megista
- Amata melanocera
- Amata melanoproctis
- Amata melanothorax
- Amata melaproctis
- Amata melitospila
- Amata mendax
- Amata menia
- Amata mestralii
- Amata metan
- Amata metaphaea
- Amata micantala
- Amata microspila
- Amata midas
- Amata mindanaoensis
- Amata minor
- Amata minuta
- Amata minutissima
- Amata miozona
- Amata mixta
- Amata mochlotis
- Amata mogadorensis
- Amata monedula
- Amata monosignata
- Amata monothyris
- Amata monticola
- Amata natalii
- Amata negretina
- Amata nesothetis
- Amata newara
- Amata nigricauda
- Amata nigricornis
- Amata nigrifrons
- Amata nigrobasalis
- Amata nitobei
- Amata n'tebi
- Amata oblita
- Amata obraztsovi
- Amata ocheipuncta
- Amata ochreopunctata
- Amata ochrospila
- Amata ochsenheimeri
- Amata octomaculata
- Amata ogovensis
- Amata olinda
- Amata orbiculifera
- Amata ornata
- Amata orphana
- Amata orphanaea
- Amata owstoni
- Amata pactolina
- Amata palanana
- Amata palestinae
- Amata paradelpha
- Amata paratenuis
- Amata paraula
- Amata parvipuncta
- Amata pasca
- Amata passalis
- Amata paupera
- Amata pectoralis
- Amata pedemontii
- Amata pembertoni
- Amata pentazonata
- Amata pentospila
- Amata perixanthia
- Amata persica
- Amata persimilis
- Amata perspectabilis
- Amata pfaehleri
- Amata pfeifferae
- Amata pfleumeri
- Amata pfluemeri
- Amata pfluemeroides
- Amata phacozana
- Amata phaeobasis
- Amata phaeochyta
- Amata phaeozona
- Amata phegea
- Amata phegeides
- Amata phegeulus
- Amata phegeus
- Amata phegeusida
- Amata phepsalotis
- Amata philippi
- Amata philippinensis
- Amata phoenicia
- Amata phoenicozona
- Amata pictata
- Amata plinius
- Amata ploetzi
- Amata polusca
- Amata poluydamon
- Amata polymita
- Amata polyxio
- Amata polyzonata
- Amata posticeprivata
- Amata postmaculata
- Amata privata
- Amata prosomoea
- Amata pryeri
- Amata pseudocloelia
- Amata pseudodelia
- Amata pseudoextensa
- Amata pseudomarjana
- Amata puellula
- Amata punctata
- Amata punctulata
- Amata punkikonis
- Amata pyrrhodera
- Amata quadrifascia
- Amata quadriga
- Amata quadrimacula
- Amata quadripunctata
- Amata quercii
- Amata quercus
- Amata quinquemacula
- Amata ragazzii
- Amata rantaisana
- Amata rebeli
- Amata recedens
- Amata reducta
- Amata reinstalleri
- Amata rendalli
- Amata repicta
- Amata ribbei
- Amata robinsoni
- Amata romeii
- Amata rossica
- Amata rubicunda
- Amata rubritincta
- Amata rufina
- Amata sala
- Amata salticola
- Amata sangaris
- Amata schoenerrhi
- Amata schoutedeni
- Amata semidiaphana
- Amata seminigra
- Amata seminigroides
- Amata septemmaculatat
- Amata serrata
- Amata sheljuzhkoi
- Amata shoa
- Amata signata
- Amata silvatica
- Amata similis
- Amata simillima
- Amata simplex
- Amata sinana
- Amata sinensis
- Amata sinica
- Amata sintenisi
- Amata sirius
- Amata sladeni
- Amata snelleni
- Amata soror
- Amata sovinskiji
- Amata sperbius
- Amata sphenopora
- Amata stanleyi
- Amata stellaris
- Amata stelotis
- Amata stenoptera
- Amata stenozona
- Amata subaana
- Amata subdiaphana
- Amata subdivisa
- Amata submarginalis
- Amata subtenuis
- Amata sulana
- Amata susa
- Amata sylhetica
- Amata symphona
- Amata taiwana
- Amata takamukuana
- Amata takanonis
- Amata taurica
- Amata teinopera
- Amata tenera
- Amata tenius
- Amata tergomelas
- Amata tetragonaria
- Amata tetrazonata
- Amata thelebus
- Amata thoracica
- Amata tiandae
- Amata ticaonis
- Amata tigrina
- Amata timura
- Amata tomasina
- Amata torquatus
- Amata transcaspica
- Amata tricingulata
- Amata trifenestrata
- Amata tripunctata
- Amata tritonia
- Amata trizonata
- Amata tunneyi
- Amata turbida
- Amata turbidepicta
- Amata uelleburgensis
- Amata unifascia
- Amata unipuncta
- Amata waldowi
- Amata wallaceii
- Amata vandepolli
- Amata warneckei
- Amata velatipennis
- Amata verecunda
- Amata wilemani
- Amata williami
- Amata wiltshirei
- Amata wimberley
- Amata vitrea
- Amata wuka
- Amata xanthograpta
- Amata xanthoma
- Amata xanthomela
- Amata xanthopleura
- Amata xanthosoma
- Amata xanthostidsa
- Amata xanthura
- Amata yezonis
- Amata yunnanensis